# Fabio Baldas
Fabio Baldas (né le 19 mars 1949 à Trieste, dans le Frioul-Vénétie Julienne) est un ancien arbitre italien de football.

## Biographie
Fabio Baldas commença en tant qu'arbitre amateur en 1981, puis en troisième division dès 1985. En 1986, il devient arbitre FIFA. En tous, il arbitra 116 matchs de Serie A. Il arrêta sa carrière en 1994. Il fut membre de la Commissione Arbitri Nazionale.

## Carrière
Fabio Baldas a officié dans des compétitions majeures :
- Coupe du monde de football des moins de 17 ans 1991 (4 matchs)
- Coupe d'Italie de football 1991-1992 (finale)
- JO 1992 (2 matchs)
- Coupe du monde de football de 1994 (1 match)